# 大不列顛島琴魴鮄
大不列顛島琴魴鮄，為輻鰭魚綱鮋形目牛尾魚亞目角魚科的其中一種，分布於東大西洋區，從不列顛群島至那米比亞海域，包括北海、地中海，棲息深度100-700公尺，體長可達60公分，為底棲性魚類，生活在沙泥底質海域，屬肉食性，以甲殼類為食，可做為食用魚。